# Jalovce u Valtínova
Jalovce u Valtínova jsou přírodní památka západně od Valtínova u Kunžaku v okrese Jindřichův Hradec. Chráněné území je v péči Krajského úřadu Jihočeského kraje.

## Předmět ochrany
Důvodem ochrany je zachovalý souvislý porost jalovce obecného (Juniperus communis).